# RWT-motorsport
RWT-motorsport — одна из самых успешных российских команд по шоссейно-кольцевым мотогонкам, была образована в 2003 году спортсменом-мотогонщиком, действующим чемпионом России, призёром чемпионатов Европы, Сергеем Крапухиным.
Пилоты команды выступают в классах Superbike и Supersport в чемпионате России, чемпионате Европы, а также сильнейших Европейских сериях, таких как IDM и Alpe-Adria Championship. За годы существования команды её пилоты завоевали множество европейских и российских титулов.
В составе команды также присутствуют девушки, одной из которых является Татьяна Семенова, завоевавшая титул чемпиона России в классе STK-600 в женском зачете.
Команда RWT-motorsport занимается подготовкой начинающих спортсменов для участия в соревнованиях различного уровня, участвует в разработках социально-педагогических программ для подрастающего поколения.

## YAMAHA
RWT-motorsport является первой в истории российского мотоспорта командой, получившей спонсорскую поддержку непосредственно от Yamaha Motor CIS.